# Holle ader
De holle aders of venae cavae zijn de grootste aders van het lichaam. Hierin stroomt het bloed vanuit het hele lichaam samen voordat het verder het hart in stroomt. Het bloed vanuit het bovenste deel van het lichaam (hoofd en armen) stroomt terug (naar het hart) via de bovenste holle ader (vena cava superior), het bloed vanuit het onderste deel van het lichaam (borst, buik, benen) stroomt via de onderste holle ader (vena cava inferior) terug naar het hart.
De twee holle aders zijn volledig gescheiden, ze monden afzonderlijk in het rechteratrium uit. Wordt voor een hartoperatie een hart-longmachine gebruikt, dan is het dus nodig het bloed uit beide holle aders apart naar de machine te leiden.